# Mariam Oulare
Mariam Sire Oulare (* 14. November 2002) ist eine belgische Leichtathletin, die sich auf den Sprint spezialisiert hat.

## Sportliche Laufbahn
Erste internationale Erfahrungen sammelte Mariam Oulare im Jahr 2018, als sie bei den U18-Europameisterschaften in Győr mit 11,75 s im Halbfinale im 100-Meter-Lauf ausschied. Anschließend startete sie über diese Distanz bei den Olympischen Jugendspielen in Buenos Aires und gelangte dort auf Rang sechs. Im Jahr darauf belegte sie beim Europäischen Olympischen Jugendfestival (EYOF) in Baku in 11,94 s den vierten Platz über 100 Meter und 2021 gelangte sie bei den U20-Europameisterschaften in Tallinn mit der belgischen 4-mal-100-Meter-Staffel mit 46,16 s auf Platz fünf. 2023 belegte sie bei den U23-Europameisterschaften in Espoo in 43,66 s den fünften Platz mit der Staffel.
2023 wurde Oulare belgische Meisterin im 200-Meter-Lauf.

## Persönliche Bestzeiten
- 100 Meter: 11,56 s (+1,1 m/s), 31. Juli 2022 in Schifflange
  - 60 Meter (Halle): 7,37 s, 9. Februar 2019 in Gent
- 200 Meter: 23,35 s (+1,9 m/s), 10. Juli 2022 in Albi
  - 200 Meter (Halle): 24,25 s 12. Januar 2019 in Liévin